# Phruronellus formica
Phruronellus formica är en spindelart som först beskrevs av Banks 1895.  Phruronellus formica ingår i släktet Phruronellus och familjen flinkspindlar. Inga underarter finns listade i Catalogue of Life.